# Mogi Mirim
Mogi-Mirim est une ville brésilienne de l'État de São Paulo.

## Sport
La ville dispose d'un stade de football, le Stade Vail Chaves, où évolue le principal club de football de la ville du Mogi Mirim Esporte Clube.

## Religion
Le christianisme est présent dans la ville comme suit:

### Église Catholique
L'église catholique de la commune fait partie du Diocèse de Amparo.

### Église Protestante
Les croyances évangéliques les plus diverses sont présentes dans la ville, principalement pentecôtistes, notamment les Assemblées de Dieu brésiliennes (la plus grande église évangélique du pays),, Congrégation Chrétienne au Brésil, entre autres. Ces dénominations se développent de plus en plus dans tout le Brésil.

## Personnalités nées à Mogi Mirim
- Luiz Carlos Guarnieri, footballeur
- Edgard Leuenroth, journaliste, éditeur et écrivain